# Хандело
Хандело (нем. Handeloh) — община в Германии, в земле Нижняя Саксония.
Входит в состав района Харбург. Подчиняется управлению Тоштедт. Население составляет 2436 человек (на 31 декабря 2010 года). Занимает площадь 26,91 км².